# 嶋智之
嶋 智之（しま ともゆき）は、漫画雑誌編集者。男性。
集英社発行の少年誌『週刊少年ジャンプ（WJ）』、『Vジャンプ（VJ）』『ジャンプスクエア（SQ）』、『週刊ヤングジャンプ（YJ）』の編集を行う。2012年から2019年まで週刊ヤングジャンプ編集長を務めた。

## 概要
慶應義塾大学卒業後、集英社に入社。週刊少年ジャンプ編集部で、少年誌『週刊少年ジャンプ』の編集を行う。藤崎竜を担当し、1996年に『封神演義』を開始させ、23巻にも渡る長期連載となった。他にもつの丸の『モンモンモン』・『みどりのマキバオー』、井上雄彦の『SLAM DUNK』の担当編集を務めた。その後、週刊少年ジャンプ編集部の副編集長に昇進。
2007年、集英社は『ジャンプスクエア』を新しく創刊し、それに伴い嶋はジャンプスクエア編集部へ異動。ジャンプスクエア編集部の副編集長となる。創刊とともに藤崎の『屍鬼』の担当編集を務める。2010年にジャンプスクエア編集部の編集長、2012年32号からは『週刊ヤングジャンプ』編集長となる。
2013年10月16日、自宅近くの路上でタクシー代を踏み倒したとして強盗容疑で逮捕された。事件当時は酒に酔っており、運転手が支払いをもとめた際、腕をつかんでねじり「ぶっ殺すぞ」と脅した。
2013年10月29日付で『週刊ヤングジャンプ』編集長を解任され、第4編集部部長付へ異動となった。その後、しばらくの間は第4編集部部長代理の中村泰造が『週刊ヤングジャンプ』編集長を兼任していたが、2014年頃から2019年頃まで嶋が既に編集長に復帰していた。

## 人物
藤崎竜との信頼関係は深い。藤崎竜の作品のあとがき漫画において、「シマ氏」と藤崎から呼称されて、奇抜なキャラクターデザインで描かれている。『ジャンプスクエア』に嶋が異動になってからも、藤崎は『ジャンプスクエア』で『 屍鬼』の連載を行った際に、嶋はその担当編集を務めていた。また、藤崎が『週刊ヤングジャンプ』で『かくりよものがたり』を連載開始した時点で、嶋が同誌の編集長だったりと、縁が深い。

## 担当作品と期間
年月日は『週刊少年ジャンプ』、『ジャンプスクエア』公式発売日を基準。

### 週刊少年ジャンプ
- 藤崎竜
  - 封神演義：初代担当編集。1996年6月（第1話） - 2000年10月（第204話）
- つの丸
  - モンモンモン：199○年○○月（第○話） - 199○年○○月（第○話）
  - みどりのマキバオー：199○年○○月（第○話） - 199○年○○月（第○話）
- 井上雄彦
  - SLAM DUNK[4]：199○年○○月（第○話） - 199○年○○月（第○話）
- 冨樫義博
  - 幽☆遊☆白書：199○年○○月（第○話） - 199○年○○月（第○話）[5]
- 荒木飛呂彦
  - ストーンオーシャン ：2001年 - 2003年[6]

### ジャンプスクエア
- 藤崎竜
  - 屍鬼 - 初代担当編集。

## 本人がモデルとなったキャラクター
『週刊少年ジャンプ』では、編集者がモデルとなったキャラクターが登場することがある。嶋もその例に漏れず、漫画家からモデルとされ、漫画に登場している。
『封神演義』、『屍鬼』などの藤崎竜の漫画のあとがき漫画「断崖絶壁今何処」において、担当編集シマ氏として登場。
『みどりのマキバオー』、続編『たいようのマキバオー』において、主人公マキバオーのおっかけ雑誌記者嶋島智之として登場。